# Ulster Unionist Party
Ulster Unionist Party, förkortat UUP, är det ena av de två största unionistiska partierna i Nordirland. Partiet kallas ibland även Official Unionist Party (OUP). På svenska benämns partiet ibland Ulsters unionistparti eller Ulsterunionisterna. Fram till 2003 var UUP det största unionistiska partiet i Nordirland, men vid valet i Nordirland 2003 fick Democratic Unionist Party fler röster och mandat.
UUP bildades den 3 mars 1905 i Ulster Hall i Belfast, under namnet Irish Unionist Party. Partiets främsta syfte var att motverka införande av home rule för Irland. Partiet hade från början och ända fram till år 2005 formella band med Oranienorden. I och med delningen av Irland i början av 1920-talet delades också den irländska unionismen och ett separat Ulster-parti upprättades. Partiet blev det största i Nordirland och var under åren 1921–1972 regeringsparti i den självstyrande regeringen i Nordirland.
Partiledare från 1995–2005 var David Trimble, som avgick efter det för partiet katastrofala parlamentsvalet i Storbritannien 2005, då fem av UUP:s sex parlamentsledamöter, bland andra Trimble själv, förlorade sina platser. Han efterträddes av 24 juni 2005 sir Reg Empey. UUP:s nuvarande partiledare heter Mike Nesbitt och tillträdde posten 31 mars 2012.

## Övrigt
Intressant att notera är att de två förra partiledarna, UUP:s David Trimble och SDLP:s John Hume tillsammans belönades med Nobels fredspris år 1998 för sina ansträngningar att skapa fred i den härjade provinsen. Det var på långfredagen 1998 som man undertecknade fredsavtalet långfredagsavtalet ("The Good Friday Agreement"), som till exempel slog fast att partier bara får använda fredliga och demokratiska medel i sitt arbete, att alla medborgare ska ha samma ekonomiska, kulturella och sociala rättigheter, och att en avväpning av de paramilitära grupperna skulle ske.